# Совські ставки
Совські ставки — каскад ставків на річці Совці, притоці річки Либеді. 

## Розташування
Розташовані у Солом'янському та Голосіївському районах Києва.

## Загальні відомості
Налічується 6 ставків в урочищі Пронівщина, у верхів'ї річки Совки, з західної сторони місцевості Совки — так званий «верхній каскад» ставків, один перед перехрестям вулиці Володимира Брожка з проспектом Валерія Лобановського і ще 11 — на північ від Валерія Лобановського пр., між ним і продовженням вул. Володимира Брожка, біля підніжжя гори, на якій знаходиться селище Монтажник — «нижній каскад». Незабудована територія навколо «верхнього каскаду» ставків — місце гніздування птахів.

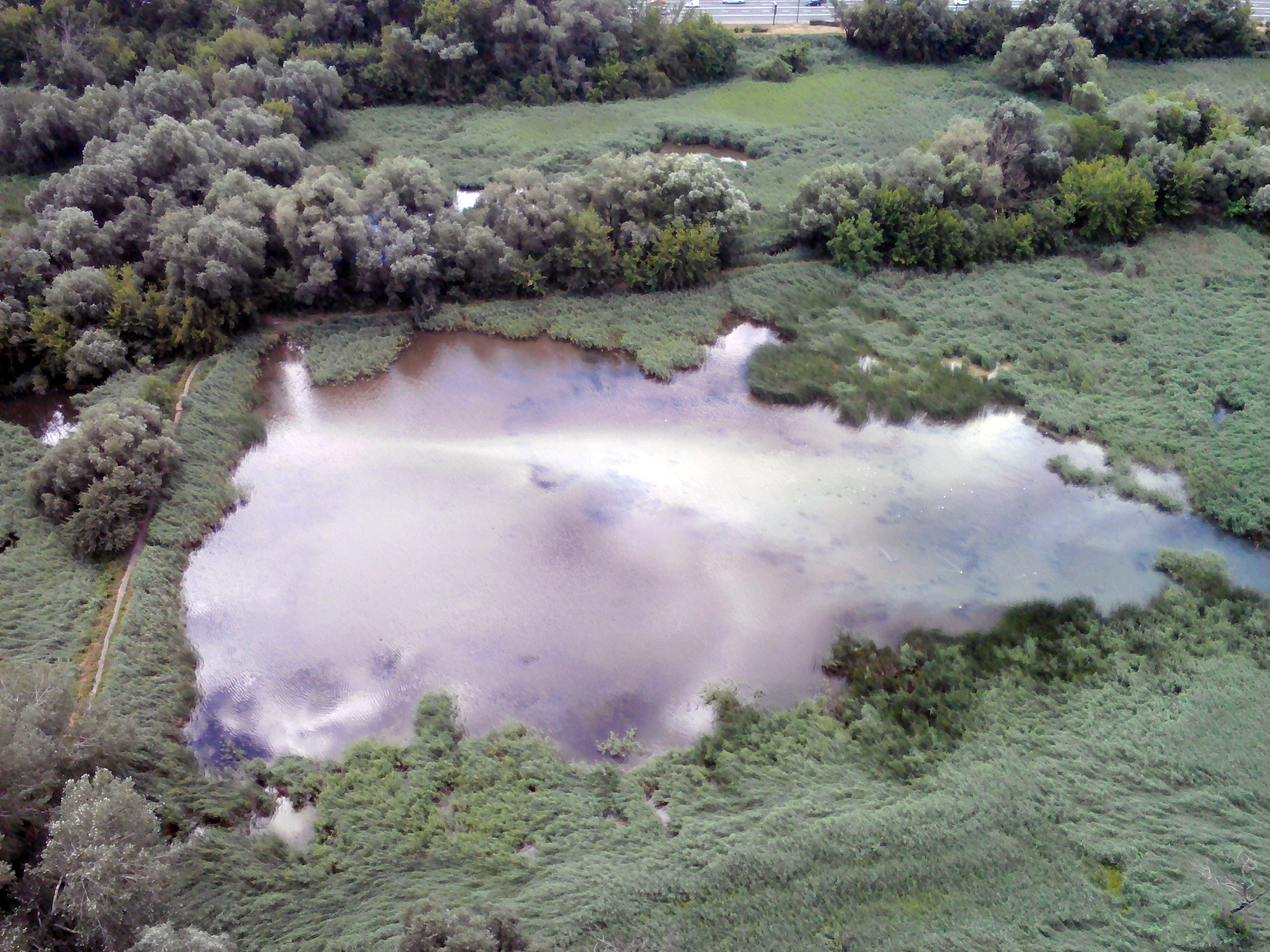
нижній ставок
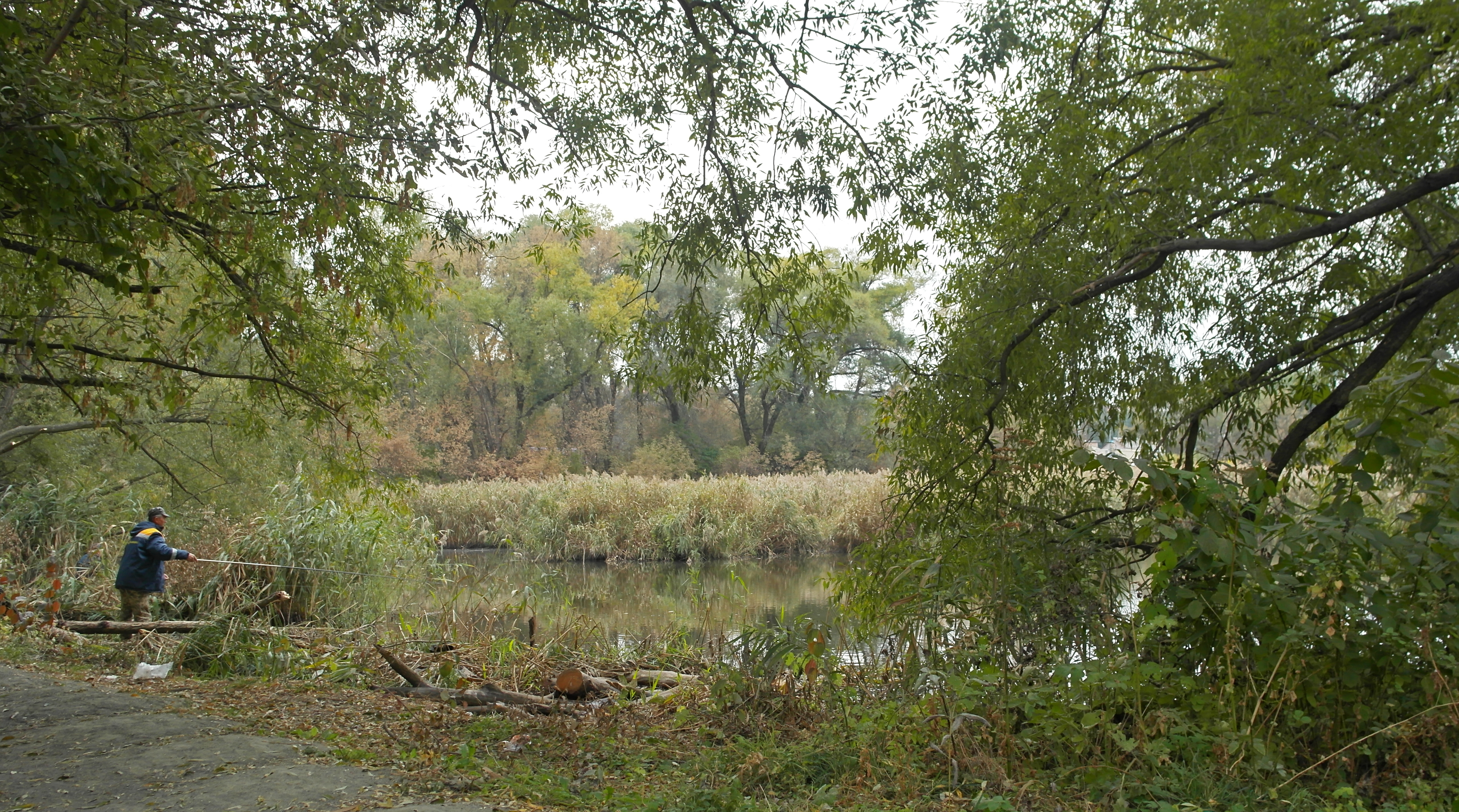
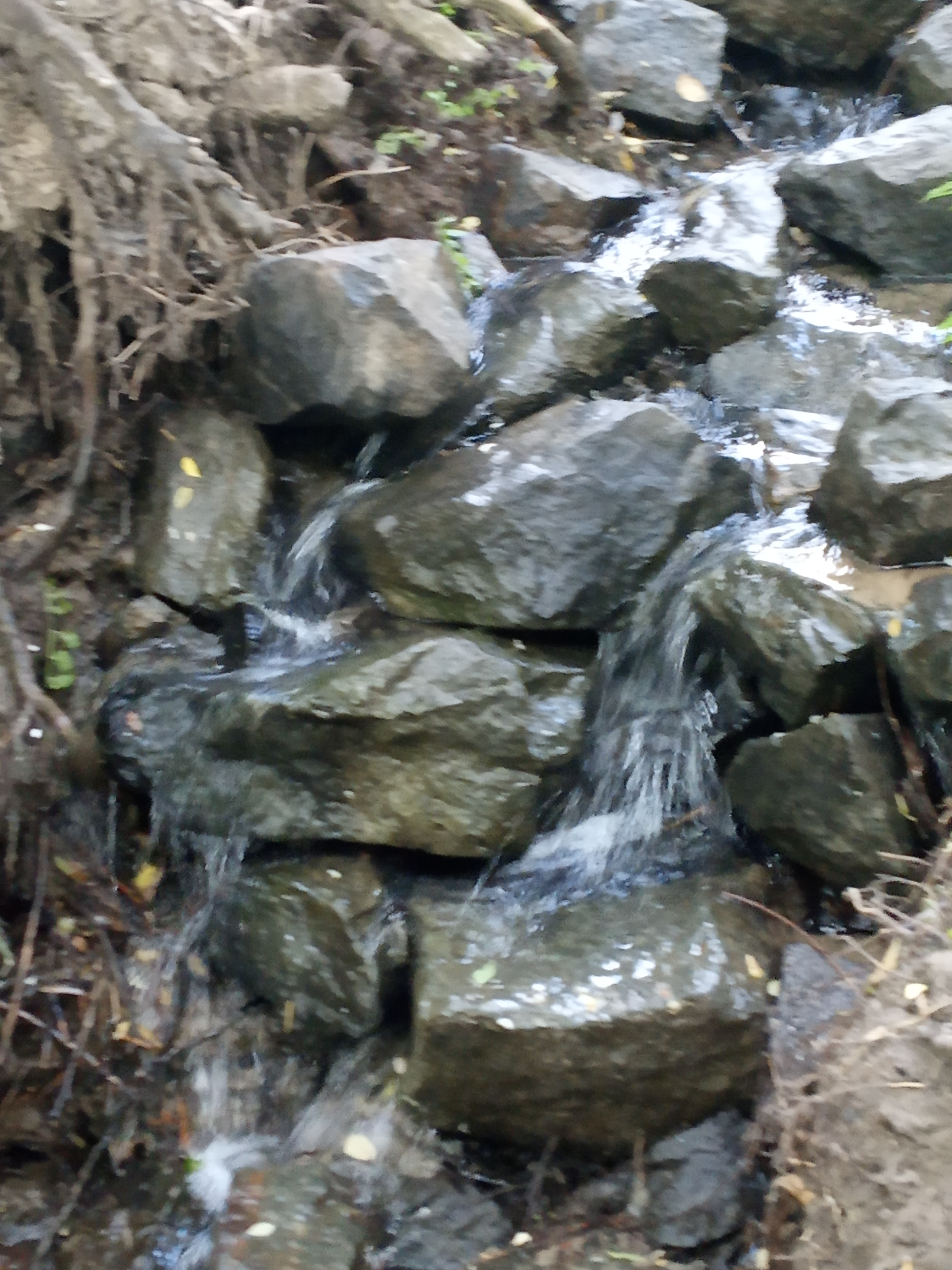
Верхів`я річки Совки

## Історія
Ставки ще років 50-60 тому активно використовувалися радгоспом «Совки» для вирощування риби (особливо «нижній каскад» ставків). Тепер, коли господарство занепало, їх вже давно не зариблюють, а останні 20 років — практично і не очищають. Перший ставок (перед перехрестям вул. Володимира Брожка з Валерія Лобановського пр.) вже щонайменше 15 років як спущений. Як наслідок — ставки «нижнього каскаду» практично припинили своє існування — замулилися і поросли очеретом, рівень води мінімальний. Ставки в урочищі Пронівщина у більш-менш нормальному стані, вживаються заходи з їхнього очищення і створення рекреаційної зони.

## Екологічні проблеми

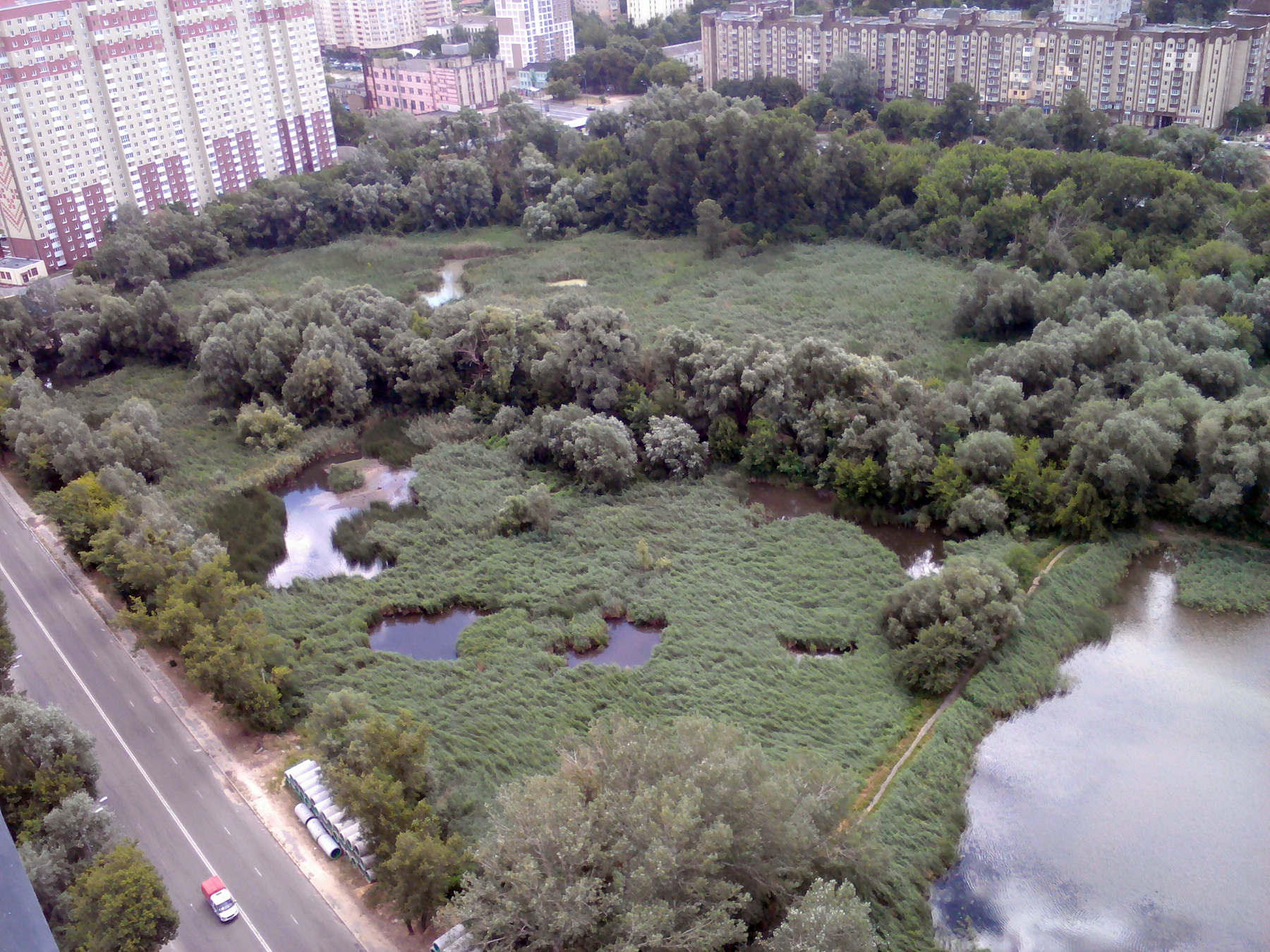
нижній Совський ставок – поля зрошення

Весь каскад ставків потребує очищення, після якого може стати основою для зони відпочинку киян. Верхів'я річки Совки біля масиву Кадетський гай постійно забруднюються через зливання нечистот та звалища будівельного і побутового сміття. 

## Фауна

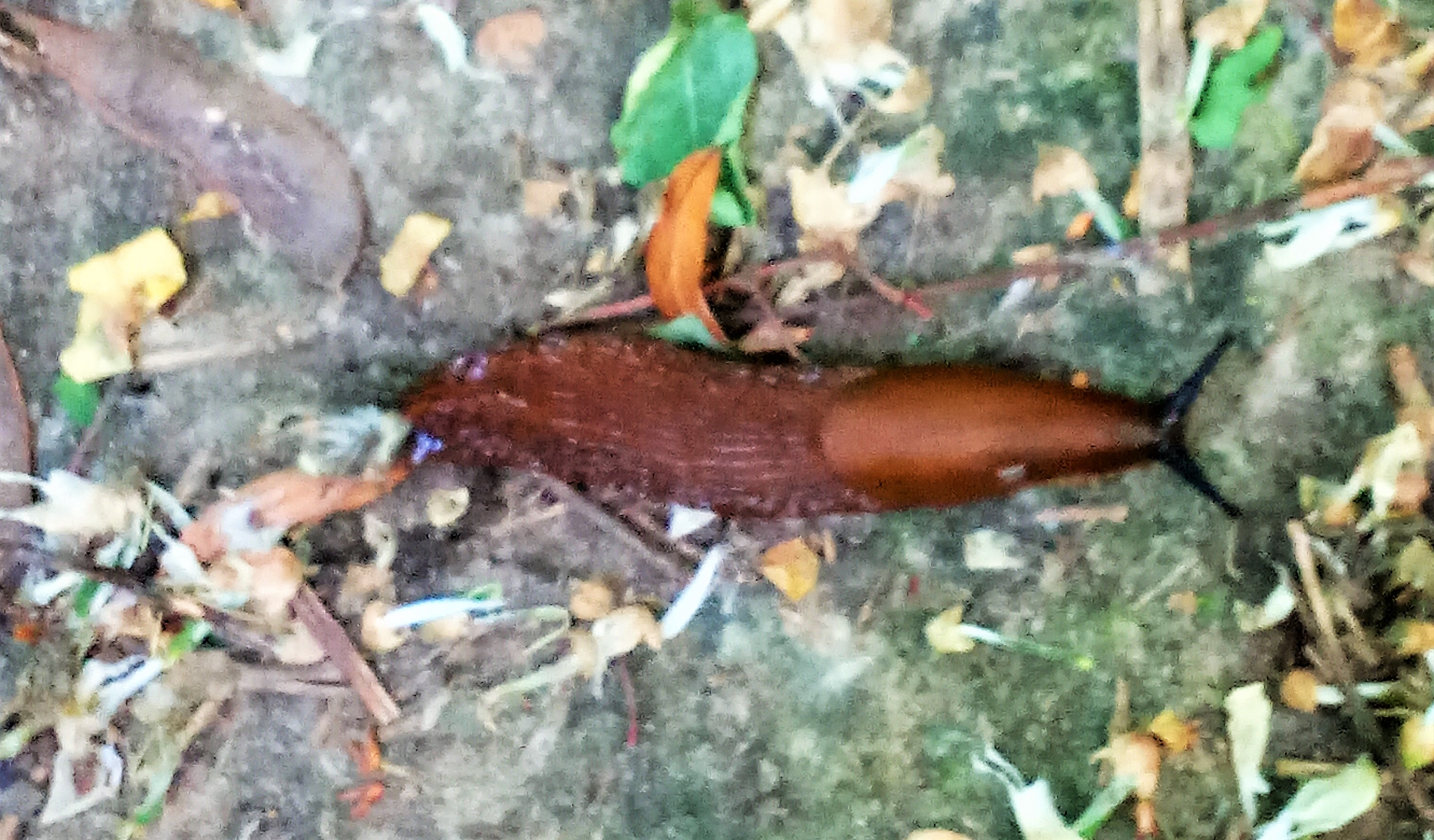
Limacus flavus — великий помаранчевий слизняк.

Совські озера (нижні) — це досить багата на види тварин і рослин і унікальна прісноводна ландшафтна екосистема. Тут поширені комплекси лісових та гідрофільних тварин. Серед риб наявні наступні види: краснопірка звичайна, верховка, карась китайський, лин, окунь, щука, головешка ротан. Серед земноводних присутні: жаба озерна, кумка звичайна, жаба гостроморда, ропуха сіра, райка звичайна. Рептилії представлені двома видами: черепаха болотяна та вуж звичайний. Серед хребетних тварин найбільш поширені птахи: мартин звичайний, крячок річковий, крижень, чернь чубата, попелюх, пастушок, рибалочка, коловодник лісовий, чирянка велика, чирянка мала, свищ, пірникоза мала ,  синиця вусата, ремез, синьошийка, очеретянка велика, очеретянка ставкова, лиска, водяна курочка, чепура велика, бугайчик, чапля сіра. Поміж лісових птахів наявні: сойка, дятел сивий, дятел звичайний, дятел сирійський, дятел малий, крутиголовка, вівчарик зелений, вівчарик ковалик, cоловейко східний, синиця синя, синиця велика, вільшанка, повзик, шпак чорний, підкоришник звичайний та ін. Під час кормових міграцій на ставках зустрічаються яструб малий, канюк звичайний, лунь очеретяний, боривітер звичайний, підсоколик великий, сичик хатній. Останні два види періодично реєструються на гніздуванні. Ссавці представлені наступними видами: ондатра, миша хатня, пацюк сірий, вивірка звичайна, полівка руда.  

## Флора

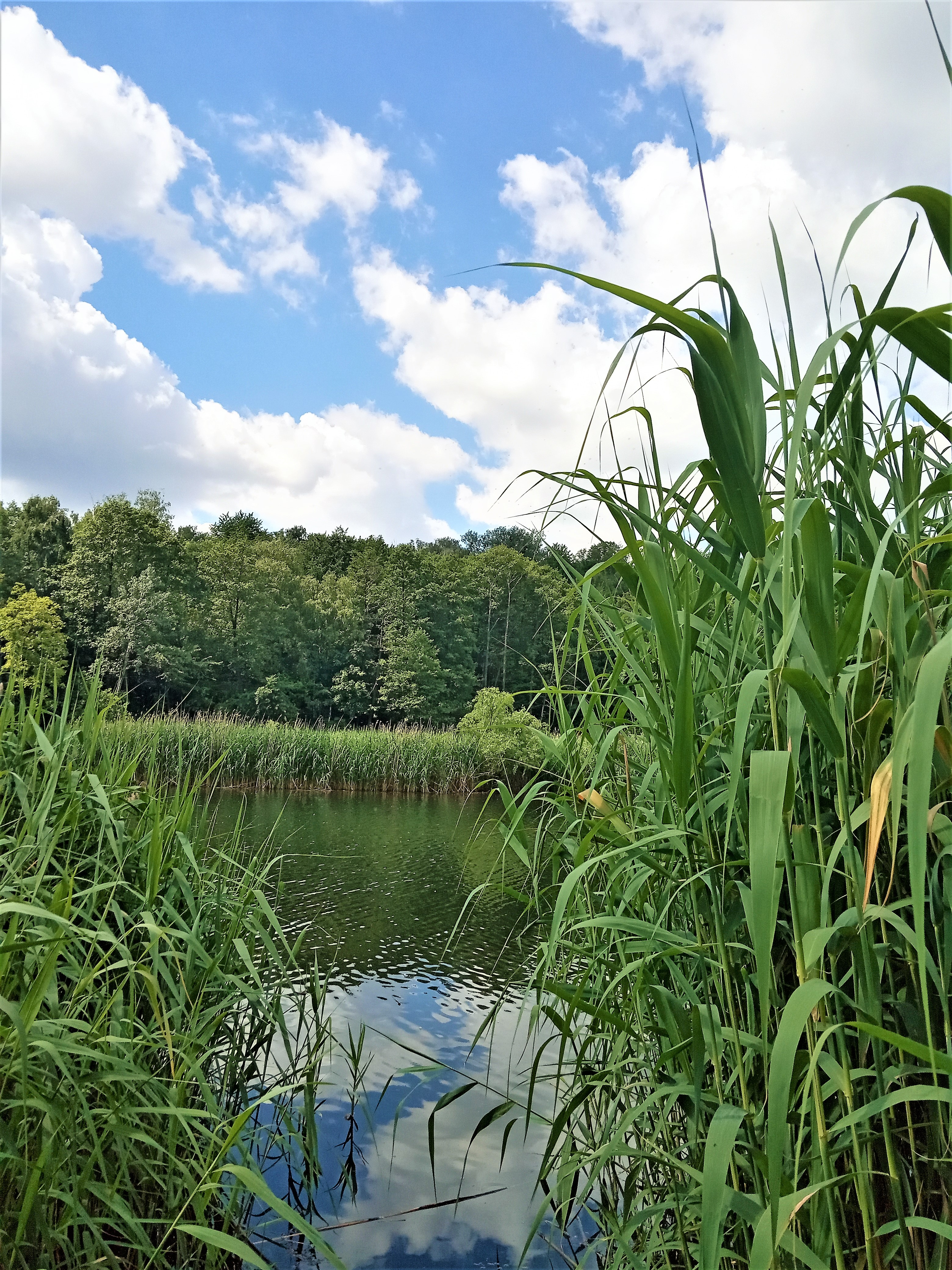
Очерет на Совських ставках

Тут налічується кілька сотень видів судинних рослин. На території нижніх ставків станом на 12.10.2008 було більше 360 дерев (верба, дуб, осика, горобина, явір та ін.) Окремим деревам - більше 200 років.Серед гідрофільних рослин домінують асоціації очерету звичайного. Серед інших рослин наявні водяний жовтець, кушир занурений, ряска триборозниста.

## Боротьба за збереження
У 2018 активізувалась діяльність щодо знищення нижнього каскаду ставків. Згідно з оприлюдненим проектом детального плану забудови передбачається будівництво двох десятків будинків від 12 до 23 поверхів.  Це пов'язують з депутатами-забудовниками Київської міської ради Ігорем Баленком і Миколою Негричем. Місцева громада виступає за збереження ставків у теперешньому вигляді, без будь-якої забудови.
У березні 2021 року місцева громада представила свою концепцію збереження нижнього каскаду Совських ставків у вигляді парку без забудови. У червні 2021 року Північний апеляційний господарський суд України підтвердив рішення господарського суду першої інстанції та повернув земельну ділянку Совських ставків у розмірі 19,1 га від приватного орендаря Київській міській раді.